# Lambdotherium popoagicum

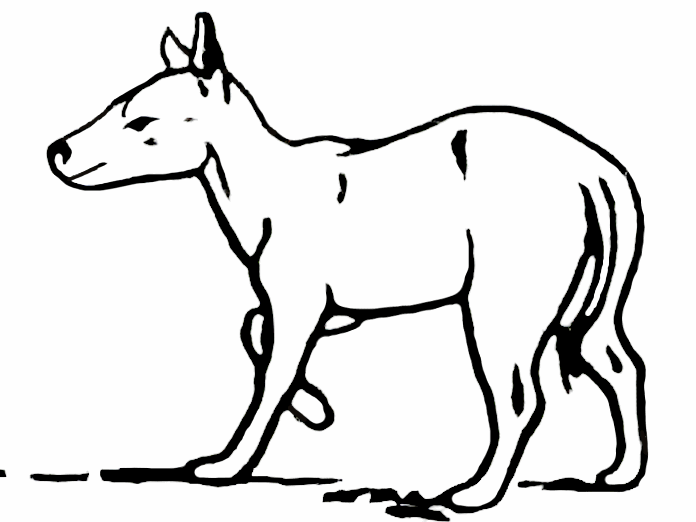
Lambdotherium popoagicum, реконструкция

Lambdotherium popoagicum (лат.) — вид вымерших млекопитающих семейства бронтотериевых отряда непарнокопытных, живших в эоцене в Северной Америке на территории нынешних США. Единственный представитель монотипического рода. Считаются самым древним и примитивным родом бронтотериевых.

## Внешний вид и строение
Lambdotherium popoagicum были мелкими безрогими бронтотериями. Череп удлинённый, лицевая часть длиннее мозговой (в этом их отличие от других бронтотериевых).
Зубная система Lambdotherium popoagicum примитивна: у них были развитые верхние клыки, длинные верхняя и нижняя заклыковые диастемы, премоляры немоляризованны и так далее.

## Распространение и ископаемые находки
Окаменелости Lambdotherium popoagicum найдены в штатах Вайоминг и Колорадо, (США).

## Эволюционные связи
Предполагается, что они являются предками эотитанопсов (Eotitanops), но это выяснено не окончательно.